# Lehrer der Gerechtigkeit
Der Titel Lehrer der Gerechtigkeit (hebräisch מורה הצדק Moreh ha-Tzedek) wird in einigen der nahe Qumran 1948 bis 1956 entdeckten Schriftrollen vom Toten Meer erwähnt. Die so bezeichnete Figur erscheint dort als Führer einer Jachad genannten Gemeinschaft des Judentums.

## Befund
Der Titel taucht 15 Mal in wenigen Handschriftenfragmenten aus den Höhlen bei Qumran auf, vor allem der sogenannten Damaskusschrift (CD) und im Habakuk-Pescher (1QpHab). Dort erscheint dieser Lehrer als ein Tora-Ausleger, der frühere Prophetie im Tanach mit dem Anspruch endgültiger Lehre für seine Gegenwart interpretiert. Er erscheint als von Gott gesandter Toralehrer, der die Gemeinde nach dem Willen Gottes leitete und sie der Gnade Gottes gewiss machte. Er sei von Gott selbst belehrt worden, so dass er die Prophetenbücher recht auslegen und das kommende Handeln Gottes voraussagen könne. Seine Anhänger, die ihm folgten und nach seiner Lehre lebten, würden aus dem Endgericht gerettet werden, während die, die sich ihm widersetzten, von Gott bestraft werden würden.

## Erklärungsmodelle
Da in der Damaskusschrift auch ein „Frevelpriester“ genannt wird, der den Lehrer und seine Anhänger, den jachad, verfolgt habe, nehmen manche Forscher an, auch der Lehrer selbst sei ein ehemaliger Jerusalemer Hohepriester gewesen und habe nach seiner Entmachtung eine tempelkritische jüdische Sekte gegründet. Diese habe sich um 160 v. Chr. nach Qumran zurückgezogen und dort das Endgericht erwartet.
Diese Hypothesen vertritt heute vor allem Hartmut Stegemann, der dabei im Kern Roland de Vaux, dem Leiter des ersten Ausgrabungsteams von Qumran, folgt. Dieser hatte in den 1950er Jahren die Theorie aufgestellt, dass Qumran der Wohnsitz einer jüdischen Endzeitsekte gewesen sei, die mit den in einigen antiken Quellen genannten Essenern oder einem Teil davon identisch gewesen sei. Sie habe die Schriftrollen besessen, zum Teil hergestellt und in den Höhlen vor den Römern versteckt, die die Siedlung 68 n. Chr. zerstörten. Manche neuere Forscher stellen die Identität von Qumranbewohnern mit Schriftrollenbesitzern einerseits, den Essenern andererseits seit etwa 1990 in Frage.
In den 1990er Jahren kamen zahlreiche populäre und pseudowissenschaftliche Theorien zum Lehrer der Gerechtigkeit auf: Er wurde mit verschiedenen Personen des Neuen Testaments identifiziert, darunter Johannes dem Täufer, Jesus von Nazaret und Jakobus. Diese spekulativen Thesen setzen nicht nur die Identität des jachad mit den Bewohnern von Qumran und Schriftrollenbesitzern, sondern auch direkte Beziehungen zwischen ihnen und den Urchristen voraus. Dem widerspricht das nachgewiesene Alter der Schriftfragmente aus den Höhlen, die den Lehrer der Gerechtigkeit erwähnen: Sie sind im ersten Jahrhundert v. Chr. entstanden.

## Verhältnis zum Urchristentum
Die sogenannte Gemeinderegel (1QS) des jachad verlangte Besitzaufgabe von neuen Mitgliedern, regelmäßige Waschungen, gemeinsame Mahlzeiten, ein endzeitliches kultisches Mahl und drohte bei Regelverstößen Ausschluss an. Ein Zölibat und eine abgeschiedene asketische Lebensweise verlangte sie nicht. Der Lehrer der Gerechtigkeit kommt jedoch in dieser Schrift nicht vor; während CD eine distanzierte Haltung zum Tempelkult zeigt, legt 1QS eine Führungsrolle von Priestern und Leviten im jachad nahe. Daher ist fraglich, ob diese Schriften ein und derselben Sondergruppe zugewiesen werden können.
Manche Neutestamentler sehen hier Parallelen zum Urchristentum, insbesondere zu den Merkmalen, die die Jerusalemer Urgemeinde kennzeichneten: Taufe, Brotbrechen (Eucharistie), Gütergemeinschaft (Apostelgeschichte 2/4). Auch Jesus sei als endgültiger Ausleger der Tora nicht als Geber neuer Gebote aufgetreten. Jesus und seine Jünger zogen sich jedoch nicht aus dem übrigen Judentum zurück, sondern wollten es insgesamt reformieren. Sie hielten sich am Tempel auf und nahmen am Pessach teil.
Die Messiaserwartung ist in den Gemeinschaftstexten der bei Qumran gefundenen Schriftrollen nicht einheitlich: Manche Texte reden von „zwei Ölsöhnen“, andere nur von einem künftigen König der Heilszeit. Der Lehrer selbst sah sich offenbar nicht als Messias.